# Awraam Papadopulos
Awraam Papadopulos (gr. Αβραάμ Παπαδόπουλος, ur. 3 grudnia 1984 w Melbourne) – piłkarz grecki grający na pozycji środkowego obrońcy.

## Kariera klubowa
Papadopulos urodził się w australijskim Melbourne, ale karierę piłkarską rozpoczął w Grecji. Jest wychowankiem klubu Aris FC. W 2003 roku awansował do kadry pierwszego zespołu, a 24 sierpnia 2003 zadebiutował w rozgrywkach pierwszej ligi greckiej w przegranym 0:1 wyjazdowym spotkaniu z Akratitos Ano Liosia. Od czasu debiutu był podstawowym zawodnikiem Arisu. W 2005 roku zagrał w finale Pucharu Grecji, przegranym 0:3 z Olympiakosem Pireus. W 2008 roku Aris z Papadopulosem w składzie ponownie przegrał w finale krajowego pucharu, tym razem 0:2 z Olympiakosem.
Latem 2008 roku Papadopulos został piłkarzem Olympiakosu. W drużynie tej swoje pierwsze spotkanie rozegrał 30 sierpnia 2008, wygrane 3:1 z Asteras Tripolis. W sezonie 2008/2009 przyczynił się do wywalczenia przez zespół z Pireusu mistrzostwa Grecji, a także zdobył swój pierwszy Puchar Grecji w karierze. W kolejnych latach wraz z Olympiakosem zdobył jeszcze cztery mistrzostwa Grecji (2011, 2012, 2013, 2014), a także dwa Puchary Grecji (2012, 2013).
W 2014 roku Papadopulos odszedł do tureckiego Trabzonsporu. Spędził tam sezon 2014/2015, a potem przeniósł się do chińskiego Shanghai Shenhua, gdzie z kolei grał w sezonie 2015. W 2016 roku został zawodnikiem japońskiego Júbilo Iwata. Obecnie jest bez klubu.
| Sezon   | Klub             | Kraj    | Rozgrywki            | Mecze | Bramki |
| ------- | ---------------- | ------- | -------------------- | ----- | ------ |
| 2003/04 | Aris FC          | Grecja  | Alpha Ethniki        | 17    | 0      |
| 2004/05 | Aris FC          | Grecja  | Alpha Ethniki        | 25    | 3      |
| 2005/06 | Aris FC          | Grecja  | Alpha Ethniki        | 25    | 7      |
| 2006/07 | Aris FC          | Grecja  | Superleague Ellada   | 23    | 2      |
| 2007/08 | Aris FC          | Grecja  | Superleague Ellada   | 27    | 1      |
| 2008/09 | Olympiakos SFP   | Grecja  | Superleague Ellada   | 22    | 0      |
| 2009/10 | Olympiakos SFP   | Grecja  | Superleague Ellada   | 28    | 2      |
| 2010/11 | Olympiakos SFP   | Grecja  | Superleague Ellada   | 26    | 0      |
| 2011/12 | Olympiakos SFP   | Grecja  | Superleague Ellada   | 22    | 0      |
| 2012/13 | Olympiakos SFP   | Grecja  | Superleague Ellada   | 5     | 3      |
| 2013/14 | Olympiakos SFP   | Grecja  | Superleague Ellada   | 20    | 0      |
| 2014/15 | Olympiakos SFP   | Grecja  | Superleague Ellada   | 1     | 0      |
| 2014/15 | Trabzonspor      | Turcja  | Süper Lig            | 5     | 0      |
| 2015    | Shanghai Shenhua | Chiny   | Chinese Super League | 23    | 1      |
| 2016    | Júbilo Iwata     | Japonia | J1 League            | 14    | 1      |

## Kariera reprezentacyjna
W latach 2002–2008 Papadopulos rozegrał 9 meczów w reprezentacji Grecji U-21. W dorosłej reprezentacji Grecji zadebiutował 5 lutego 2008 roku w wygranym 1:0 towarzyskim spotkaniu z Czechami.